# Castelul Teleki din Satulung
Castelul Teleki din Satulung este parte componentă a ansamblului de clădiri situat în comuna Satulung, Maramureș care au aparținut familiei nobiliare transilvane Teleki. Din acest ansamblu fac parte castelul mai sus numit și Castelul Teleki din Pribilești.
Castelul din Satulung a fost construit între 1740 și 1780 de către familia nobiliară a grofilor Teleki. Castelul din Satulung a fost construit de Teleki Mihály, iar forma actuală este creată în 1891 sub patronajul lui Teleki László Gyula, cel mai mare proprietar de terenuri din zonă la începutul secolului 20. Aici el avea o bibliotecă de 4.000 de volume.
În anul 1897 castelul a fost supraetajat si modernizat în stil baroc.
Castelul a fost preluat de către un om de afaceri maramureșean în anul 1999, care l-a cumpărat cu suma de 1,2 miliarde de lei vechi de la Consiliul Local Satulung, clădirea fiind scoasă la licitație de două ori consecutiv până să o preia acesta. Întâi însă, mai exact în perioada 1997-1999, statul a investit circa 1,7 miliarde de lei în renovarea parțială a imobilului ridicat de generalul Samuel Teleki pe ruinele unei vechi construcții tătărăști. 
Pe fostul domeniu al conților Teleki există și un parc dendrologic, cu arbori de o valoare inestimabilă și cu o vechime de peste 300 de ani.
Castelul este înscris în lista monumentelor (Cod LMI: MM-II-a-A-04629).